# Puskin Művelődési Ház
A Puskin Művelődési Ház a helyi szlovák és magyar kultúra központja Tatabánya Bánhida nevű városrészében, a Kossuth u. 4. szám alatt. Elődje az 1948-ban létesített Puskin Művelődési Otthon, amely az 1890-es években épített és a Kossuth utca 10. szám alatt kezdett működni. Ez most Marczis Béla Veteránautó Múzeumának ad helyet.

## Előzmények
Amikor a Puskin Művelődési Ház még nem létezett, de az emberek művelődtek, szórakoztak, csak egy kicsit másképpen…
Czermann vendéglő, Bánhida
A mai házasságkötő terem helyén (Családi Intézet) kezdetben egy kis postakocsi-állomás állt. A Révhelyi hagyatékban szerepel egy adat egy 1769-ben elkezdett és 1771-ben befejezett, Fellner Jakab által tervezett vendéglőről. A Mészárosok útja mentén minden bizonnyal volt korábban fogadó épület, ez a vendéglő is itt állhatott. A műemlékjegyzék az 1950-es években még, mint vendéglőt azon a helyen említi, ahol a helyiek a lóváltó állomást tudták, és ma a Puskin Művelődési Ház és a Családi Intézet modern épületcsoportja áll. A korábbi épületet, „korszerűtlensége” miatt az 1960-as évek végén lebontották. 
Utolsó elnevezése Postakürt-vendéglő volt, a tulajdonosáról azonban a helyiek Czermann-kocsmának nevezték. Legutolsó alaprajza a bontási felmérés miatt megmaradt. Az egyik legnagyobb háza volt a háború előtti Bánhidának, 2552 m2-es telken helyezkedett el. Az U alakú, sarokra épített épület utcai homlokzatain mért szélessége 42 ill. 61 méter, kapubejárata 4,5 m széles volt. Alapozása kőből készült. Részben alá volt pincézve, itt volt a jégverem is. Falazati anyagai a kő, a tégla és a vályog volt, vegyesen. Belső válaszfalait vályogtéglából rakták. Fafödémes, keresztgerendás volt, a felmérési rajzon jól látszik a csapolt szarufás, torokgerendás tetőszerkezet. A műemléki jegyzék földszintes, manzárdtetős épületet említ. Az A-A metszetrajz alapján a faluban jellemző, emelt homlokzatú, csonkatornyos tetejűnek gondolhatjuk. Cseréptető fedte. Nemcsak kocsma, fogadó is volt, a hátsó részen állt a lovak fedett, de nyitott elejű pihenője, kőből faragott itatókkal, ill. a magtár.
Hát ez volt a Czermann vendéglő, ahová az egyszerű bánhidaiak jártak szórakozni. Rákosi idején aztán gyorsan átnevezték „Kolhoz” kocsmának, 1956 után Postakürt étterem lett belőle.
Udvarán először a postakocsi állomás, istálló és jászol volt, a Rákosi-korszakban gabonaraktár (beszolgáltatási hely), aztán MÉH-telep és később a TEFU 62. számú telephelye.
Kik jártak ide? Leginkább az egyszerű bánhidaiak, mert a bányászok inkább a Munkáskaszinóba, az urak pedig a Tisztikaszinóba mentek szórakozni. Újváros építésekor még az épülő tömbökből is jöttek ide mai szóhasználattal „bulizni”. Nőknek nem illett egyedül bemenni, csak kísérővel léptek be, leginkább hétvégén. A hatvanas években nagyon olcsó helynek számított, minden étel 14-20 Ft között mozgott, a rántott halért 14-15 Ft-ot kértek, a kis halászléért 9,60 Ft-ot, a nagyobb adag halászlé 13,60-ba került. 1,5 Ft 1 deci kimért bor, 3 Ft egy nagyfröccs. A hely „specialitása”, a Postakürt-tál került 30 Ft-ba, ezen 3 adagot adtak fatányéron, párolt káposztával sülteket, többféle körettel. Hétvégeken, amikor a zenekar is játszott, akkor a pincér gyorsan összeszámolt a zene előtt, mert utána 1 Ft-ot mindenre rászámoltak zenés felárként.
Amíg meg nem nyitották a Puskint, addig itt tartották a bálok nagy részét, szinte minden hét végén egyet.

## A „régi” vagy "öreg" Puskin 1948-1970
A mai Veteránautó Múzeum helyén szórakozott később Bánhida lakossága. Az épületet 1890-es években építették, itt először a községi bikaistálló működött, a 20-as években a Hangya Fogyasztási Szövetkezet székháza és hentes üzlet, aztán a negyvenes években a Bánhidai Iparoskör. Az Iparoskör és a „Bányavidéki Dolgozók Kultúrszövetsége” között volt némi feszültség: ez utóbbiak szerint: „az iparoskör mindig valamilyen kibúvót talált, amikor a demokratikus szervek előadást akartak szervezni…” Ezért Hadanich Ferenc képviselő és társai 1948. április 6-án levélben fordultak Andó Gyurka Ferenc polgármesterhez, hogy a belügyminiszter által bezáratott helyiséget nekik adják át. A polgármester támogatta a tervet, így a rendkívüli (!) közgyűlés 1948. április 15-én 54/1948. számú, határozattal kimondta, hogy támogatja „teljes súlyával” a Bányavidéki Dolgozók Kulturszövetség igényét a BM-hez.
1948-ban így jött létre Puskin Művelődési Otthon. elődje A 2. világháború után a SZIT /Szakszervezeti Ifjúmunkás és Tanoncmozgalom /-nak és az ideköltöző MADISZ-nak adott helyet. 
Hogy mikor és hogyan és miért kapta a Puskin nevet a művelődési otthon, arról pontos adat, sem levéltárban, sem sajtóban nem található. Akkoriban nem volt divatos erről alapító okirat, egyszerűen csak „elneveztek” intézményeket. Legnagyobb valószínűség szerint Puskin születésének 150. évfordulójának alkalmából adták a művelődési otthonnak ezt a nevet, a friss szovjet-magyar testvériség jegyében. Erről egyébként Tatabányán a Népházban 1949. június 26-án díszes ünnepségen emlékeztek meg, amelyet a Magyar-Szovjet Társaság rendezett. Siklós Ferenc polgármester helyettes mondta ezt az orosz költőről: „Puskin a nép költője, a szabadság magvát hintette el, mely hatalmas fává fejlődött és kiterjeszti ágait az egész világ dolgozó népére.” Máshol Puskint egyenesen az orosz Petőfinek nevezik.
Teljes alapterülete 350 m², a nagyterem befogadóképessége 200 fő. Ha valaki belépett az épület ajtaján, jobbra volt a színpad, balra a táncterem, a végén a söntés. Itt nem főztek ételeket, „csak” inni lehetett és szórakozni. Kártyázni, ultizni 5-6 asztalnál. Egy kisebb szobában kapott helyet a városi könyvtár 7. sz. fiókja, ahol kb. 1000 kötetből lehetett választani, elsősorban Verne, Jókai műveiből. Ennek a közepén állt egy biliárdasztal. Az olvasókat Török István könyvtáros, vagy a felesége Bíró Lenke fogadta.
Az első igazgató Skrinyár István volt a hőskorban 1955-ig(?) ő eredetileg egy hadirokkant trafikos bácsi volt Bánhidán.
A „szabadművelődési korszak”(1945-1949) színes időszaka ez Moharos István vezetésével, akit azért neveztek ki ügyvezetőnek, hogy egységes legyen Tatabánya művelődési élete. Alkalmi ünnepek, falunapok, rádióhallgató körök, szabadművelődési előadások indultak el. 
Ez utóbbiak közül néhány: Megemlékezés Pestalozziról, Arany János, Fertőző betegségek, A bölcsőtől a koporsóig (népdalok, népszokások stb.), A gyomorfekélyről, Marx Károly élete.
A színjátszó kör, amelynek vezetője egy kéményseprő mester, Molnár Imre volt, inkább a kor szellemének megfelelően politikai agitációs propaganda darabokat adott elő. Ilyen volt például a Manszfeld tábornok című darab, amely az amerikai imperializmus kifigurázását tűzte ki célul. A kultúrcsoport tagjai leginkább lelkes fiatalokból verbuválódtak:Tóbiás László, Holzhacker Ilona ( ma: Steiner Istvánné), Steiner István, Mihelák Vince, Kádár Ferenc, Bárdos Júlia, Kalmár Hajnalka, Hornyák Zsófia, Schmidtmayer Ilonka, Sinkó Jolán. Környékbeli településekre jártak szerepelni: Kecskédre, Oroszlányba, Agostyánba, Tatára. A megyei seregszemlén egy alkalommal 2. helyezést értek el. Később Szabó Sándor lett a főrendező, játszott itt még Lois Rudolfné Kobzák Rózsa és még sokan mások is. Giulio Scarnacci – Renzo Tarabusi: 
Kaviár és lencse vígjátékát három felvonásban képesek voltak előadni! A mai MOL benzinkút helyén még csak libalegelő volt és a búcsútér, az „Öreg-Puskin”-nal szemben állítottak fel egy színpadot, többek között itt adták elő Fazekas Mihály: Lúdas Matyi-ját.
Itt muzsikáltak az ifjúsági zenészek, akik a Steiner zenekar tanítványai vagy tagjai voltak, ifj. Steiner Ferenc vezetésével. Tagjai: Steiner Ferenc(harsona), Forisek István, Hlogyik László (harmonika), Gátföldi József, Auerhammer József, Horváth János (szaxofon), ifj. Bányi József, Klausz Pál (trombita), Kiprich János, Harasta Mihály (dob). Az együttes 1953-ban időlegesen megszűnt, mert a tagok elmentek tanulni vagy katonának vonultak be. Közben id. Steiner Ferenc alapított egy gyermekzenekart 1954-ben utánpótlásnak. 1956-ban aztán az ifjúsági zenekar ismét összeállt újabb tagokkal kibővülve a régi tagok: Gátföldi, Hlogyik, Harasta mellé beállt a két Steiner testvér: István és Károly, és ifj. Szabó István. Így játszottak még két esztendőig, 1958-ig, aztán már családos emberként a munka elvitte a szabadidőt, így ez az a zenekar megszűnt. Utoljára még két esküvőre álltak össze. Ezek után az Ocskay fiúk vitték tovább a zenekart.
Hétvégeken a Szivárvány zenekar játszott, amíg nem volt szabad szombat, akkor csak vasárnap, később szombat-vasárnap is. Tagjai: Pap István harmonikás, Sági (?) dobos, Kosela Béla trombitás, Váradi szaxofonos. Műkedvelő csoportok is működtek itt: énekkar, amit Ocskay Simon vezetett, tánckar, amit Ocskay Simonné (Manci) és színjátszók is gyakoroltak. 
1955-től Hites Sándor idején nyelvi tanfolyamot indítottak, ahol irodalmi szlovák nyelven tanulhattak.
1956-ban a Kultúrotthon a Szénbányászati Tröszt kezelésébe került, mivel a felszabadulás utántól(?) ez üzemelteti és szükségessé vált a külső és belső tatarozás. Egyben kötelezték a Trösztöt arra, hogy május 1-jéig végezze el a tatarozást.(7/1956. határozat).
1960-ban az épületet ötezer óra társadalmi munkában 145 bánhidai részvételével bővítették. 13 ezer darab bontott téglát szállítottak oda. 
A művelődési házak között akkoriban többször versenyt rendeztek( az alsógallai József Attila, a felsőgallai Széchenyi vett még ebben részt) és ezt a Puskin Sándor(!) művelődési otthon több alkalommal megnyerte. (Bödecs József V.B. elnökhelyettes, 218/1960 V.B. határozat) Az első díj egy tévé készülék volt. A vaskerítés, amely napjainkra már rozsdás és elhanyagolt és a virágoskert ( ez utóbbi napjainkra elvadult) is ekkor készült el.
1961-ben egész sor művészi csoport működött itt: vegyes kórus, szlovák kórus, színjátszó csoport, felnőtt- és gyermek tánccsoport, dzsesszzenekar, ifjúsági fúvós zenekar.
1962-ben négy kiállítást rendeztek, tizenkét alkalommal adtak műsort, összesen kb. 3000 fős nézőlétszámmal, pedagógiai, ifjúsági előadásokat tartottak, s a környék téesz dolgozóinak 15 mezőgazdasági témájú előadást szerveztek. Ezzel ebben az évben is megkapták a vándorkupát.
A Tatabányai Szénbányák 1965-ben tataroztatta és bővítette, így már 200 embert is tudott fogadni.
1970. november 7-én adták át az új épületet, amely a mai helyén áll. Ennek tervezője Protskó Katalin, kivitelezője a Tatabányai Városi Tanács V.B.

## Az új Puskin 1970-től
A hatmillió forintos beruházáshoz 300 ezer forint társadalmi munkát is végeztek : a 314. sz. Ipari Szakmunkásképző Intézet, a Tatabányai Szénbányák XV-ös akna szoc. brigádja, a XI-es akna KISZ-esei. Ocskay Simon vehette át az épületet fényes ünnepség keretében, a Dózsa György Általános Iskola úttörői sorfala között. A megyei és városi vezetőkön (Kroszner László, Takács Tihamér, Izsáki Mihály, Steiner Tibor, Nagy Lajos, Sütő András) kívül a szlovákság képviselői is ott voltak a megnyitón (Szarvas András, Such János). A megnyitó kiállítást Lenin életéből rendezték, méghozzá azt az időszakát mutatta be a hivatásos forradalmárnak, amit 1912-ben Prágában és a Magas-Tátrában töltött.
Öt asztalnál ultizhattak, biliárdozhattak, minden hónapban volt a Déryné Színháznak előadása. Ennek Acher Oszkár  volt az igazgatója, itt helyben Bánáti István (?) közvetítette az előadásokat.
Ascher Oszkár, mind színészként, mind pedig igazgatóként, fontos céljának tekinti, hogy a vidék, a városi infrastruktúrától messzebb eső területeken élők is átélhessék, a színház különös varázsát. Frissen épült kultúrotthonok, nem teljesen színházbarát, technikai környezeteiben lépnek föl a Falu Színház művészei. Járják a falvakat, kisebb városokat, tapasztalt, szakavatott művészek közvetítik egy-egy előadás keretein belül, a gondolatokat. Ascher direktorként, sokéves "tájolás"-i tapasztalatokkal, elsősorban szervez, darabválasztásnál működik közre, próbál úrrá lenni, a folytonosan változó színészgárda, fluktuálódó zavarain.
A színészek java ugródeszkául használja a sok-sok előadást biztosító, ezért jó gyakorlóterepül szolgáló Falu Színházat. Egyedül például, Molière: Tartuffe színműve, több mint hétszáz előadást ér meg.
Játsszák a Molnár Ferenc: Pál utcai fiúk-ját, Kodály: Háry Jánosát, Jókai Mór: Lőcsei fehér asszonyát, operetteket, például Miljutyin: Nyugtalan boldogságát, egész estés darabokat, mint a Nebáncsvirágot, vagy a Királyasszony lovagját, továbbá Shakespeare: Makrancos hölgyét, Rómeó és Júliáját. Ő maga igazgatóként, már nem szerepel az előadásokon, bár korábban játszik is, például Osztrovszkij: Karrier című vígjátékában, de igazgatói működése teljes figyelmét leköti. Ascher elkötelezetten kardoskodik az ifjúsági előadások vidéki, Falu Színházbéli megjelenéséért. Fontosnak tartja, hogy a fiatal, felnövő generáció is lehetőséget, alkalmat kaphasson, beleszeretni a színházművészetbe. 12-16 éves ifjakat megcélzó előadások sorát szervezi.
Az Állami Falu Színház  mozgalom Aschert halálával lassú vegetációba kezd, a visszatérő gondok, technikai problémák, az öltözőhiány, a mostoha körülmények, korlátozzák a színház mozgásterét. Ennek a vidéket színházhoz juttató mozgalomnak talán Ascher volt az egyik, legelkötelezettebb képviselője.
Itt Bánhidán ettől a színháztól Petrik József , Zenthe Ferenc, Kazal László, Kibédi Ervin is szerepelt, ők előadás előtt szívesen látogatták a Csemői borozót. Zentai Anna , Béres Ilona, Vay Ilus, Csákányi László is elkápráztatta játékával a közönséget.
1972-ben a megyei cigánybálon fellépett itt Horváth Pista, Bangó Margit  és Járóka Sándor és népi zenekara is.
Kiállítások a teljesség igénye nélkül:
- 1972. május 30-án nyílt meg a magyarországi szlovák festők: Ezüst György, Jakuba János, Lukoviczky Endre, Sztankó Judit kiállítása.
- 1979-ben Viczina Júlia kerámiái (okt. 8-okt.19)
- 1982. Kiss István szobrászművész kiállítása (júl. 23-szept. 12.)
- 1983. „Turmix csoport” kiállítása: Bocsó Rozália, Bondor Zsuzsa, Géczy Attila, Hatrapál József, Hajtán Ferenc, Vörös Zoltán (márc.18)
- 1983. júl. 1. Gyurcsek Ferenc szobrászművész kiállítása
- 1984. jún.7-jún 30. Madarász Tibor festőművész kiállítása
- 1984. nov. 2 – dec. 2. Sz. Győrfy Klára
- 1985. márc. 15 Szilágyi Tibor akvarelljei
- 1985. dec. 20. A tatabányai Puskin Művelődési Központ díszítőművész Szakkörének kiállítása.

## A szlovák kultúra és hagyomány ápolása
Az áttelepítés mély nyomokat hagyott a településen. A bizonytalanság után hosszú tudatosító munkát kellett végezni az emberekben – Ocskay Simon szerint -, hogy a nemzetiségi hagyományok ápolása törvényes dolog. 1946-ban a bánhidai MNDSZ menyecskekórusa karolta fel a meglévő népdalkincs megőrzését, terjesztését. Az 1948-ban létrehozott Puskin Művelődési otthon vált a szlovák nemzetiségi kultúra otthonává. Ebben nagy szerepük volt a művelődési ház igazgatóknak is. Már 1955-ben, Hites Sándor művelődési ház igazgató idején nyelvi tanfolyamot indítottak, ahol irodalmi szlovák nyelven tanulhattak.
1957-ben kezdte meg működését a Bánhidai Szlovák Nemzetiségi Együttes Ocskay Simonné vezetésével. Ez szlovák vegyeskórusból (16 fő), két néptánccsoportból (20 fő gyerek+ 16 fő felnőtt), színjátszó csoportból, irodalmi színpadból, zenekarból állt, átlag százfős taglétszámmal.. Ezt a Magyarországi Szlovákok Demokratikus Szövetsége anyagilag is támogatta és szakmai tanfolyamok segítségével is. 
Az énekkar tagjai hozták az általuk ismert, szebbnél szebb többszólamú népdalokat, lekottázták és közösen megtanulták. Először csak harmonikára tellett a zenei kíséret, de az legalább biztos pont volt az együttesnél. Magyar műveket is megtanultak, amivel nemzeti ünnepeken szerepeltek. A mozgalmi dalok magyarul és szlovákul is szerepeltek a repertoáron, ilyenek pl. Novikov ;Raics István: A Kreml falainál, Ján Seidel: Előre, elvtárs!, Rossa E.: Szabad haza! A ruhákat a fellépések céljára saját maguk varratták vagy vásárolták. A kórus tagjai:a férfiak bányászként vagy ipari munkásként dolgoztak, a nők nagy része „háztartásbeli” volt.
A közösségépítést kisebb kirándulások (Majk, Várgesztes, Kőpite, Dunaalmás), színházlátogatások, sport- és szellemi vetélkedők, a tagok névnapjának megünneplése, stb. szolgálták. 
Minden évben szerepeltek nemzetiségi fesztiválokon, Csehszlovákiában és Lengyelországban. „ Ilyen még nem volt Bánhidán” címmel tudósított az első szlovák kultúrműsorról a Komárom Megyei Dolgozók Lapja 1958. február 13-i számában.
A „jampi táncok”(?!) után végre egész estét betöltő szlovák nyelvű műsort rendeztek. Ebben szerepelt „vasúti információ”c. jelenet, ének, tánc. A műsort még a korábbi művelődési ház igazgató, Ocskay Simon tanította be, a felesége (Mancika) a számokat, kisfia tangóharmonikán játszott. Az 1957. decemberétől új igazgató, Lois Imre, szlovák származású bányamérnök is besegített a műsor megrendezésébe.
Az első előadást 1976-ig kb. 500 követte. Egyetlen jellemző adat: 1960-ban helyben 22 előadás, műsoros est 4900 látogatóval. Szerepeltek a környező községekben (Környe, Oroszlány, Kecskéd, Tarján, Tardosbánya, Vértesszőlős, Sárisáp, Kesztölc, Piliscsév, Csolnok), a szovjet hadsereg laktanyáiban, a Magyarországi Szlovákok Demokratikus Szövetségének országos kultúrkörútjain. 16 alkalommal mentek 5-6 napos körútra ilyen szervezésben a magyarországi szlovákok lakta vidékein: pilisi falvakban, Nógrád megyében, a Mátra és a Bükk-vidék szlovák nemzetiségű falvaiban, Zemplén vidékén, Békéscsabán és környékén, Bács- és Pest megye községeiben. A megyei néptánc fesztiválon és az országos nemzetiségi fesztiválon, az úttörőkkel (az utánpótlással) pedig úttörő kulturális szemlén is eredményesen vettek részt ebben az időszakban.
1964-ben az együttes elnyerte a „Szocialista kultúráért” díjat.
1970-ben az új Puskin átadása után is szerepeltek: énekszámokat, táncokat, és a Bánhida szvit című kompozíciót mutatták be (később Turócszentmártonban is felléptek ezzel egy nemzetközi folklórfesztiválon).
1972. május 30-án nyílt meg a magyarországi szlovák festők: Ezüst György, Jakuba János, Lukoviczky Endre, Sztankó Judit kiállítása.
Ezüst György (Békéscsaba, 1935.) Mestere Jakuba János. Az alföldi hagyományok folytatója. Paraszti témájú képeinek modelljeit, a tanyák életét, a munkaeszközöket részletező pontossággal, neorealista felfogásban festi meg. Urbánus képein több irányzatot, technikát kipróbált. (pop-art elemek, kollázs)
Jakuba János(1909-1974.) festőművész Munkácsy-díjas (1959) az Iparművészeti Főiskola főigazgató-helyettese,. LUKOVICZKY Endre festő-, grafikusművész
Békéscsaba, 1939.
A Magyar Rádió itt rendezte meg 1972. április 15-én a rádió I. Nemzetiségi Estjét. Ugyanebben az évben január 22-én a szlovák „Röpülj páva” (Vyletel v ták) megyei döntőjét. Ennek a vetélkedőnek a budapesti döntőjén az énekegyüttes, az énekkettős és kísérő zenekar is aranyérmes lett.
Ugyanebben az évben Skalicán (Nyugat-Szlovákia) szerepelt az együttes. A zenekar a helyi zeneiskola tanáraiból állt, az együttes vezetője Ocskay László, hangszerelője Noll Miklós, a vezető prímás Oláh István.
1974-ben megkapták a Komárom megyei Tanács Nívódíját, miniszteri dicsérettel ismerték el a művelődési ház és az együttes munkáját is, 1976-ban az Amatőr Művészeti Díjat.

## Igazgatók
- Skrinyár István
- Hites Sándor
- Mosonyi Miklós
- Kádár Ferenc
- Lois Imre
- Ocskay Simon
- Izingné Lois Márta
- Benkő Benedek
- Izingné Pruzsina Rózsa
- Petheő Attila
- Simon Andrea
- Vankó Éva

## A mai Puskin Művelődési Ház
Alapfeladata a közösségek, amatőr művészeti csoportok működtetése, a helyi szlovák nemzetiségi hagyományőrző munka és a civil szervezetekkel való együttműködés, rendezvényszervezés.
A helyi közösségi élet erősítését szolgálja a nemzetiségi szokások felelevenítése, a régi szlovák hagyományok bemutatása, a fiatalokkal történő megismertetése, megőrzése. E munkában szoros közreműködést vállalnak a házban működő amatőr művészeti csoportok, klubok. 
- Rozmaring Néptáncegyüttes
- Pitypang Gyermektánccsoport
- Bánhidai Fúvósok Zenekar
- Bánhidai Nyugdíjas Dalkör
- Bánhidai Kézműves Kör
- Turul Kertbarát Kör
- Foltra-forgó Patchwork Klub
- Dallam Alapfokú Művészeti- és Tánciskola
- ANDROMÉDA HIP-HOP Táncstúdió:
- Nő Torna
- Kempo Karate
- Aquarista Klub
- Bánhidai Nyugdíjas Klub
- Bányász Nyugdíjas Szakszervezet

## Képek

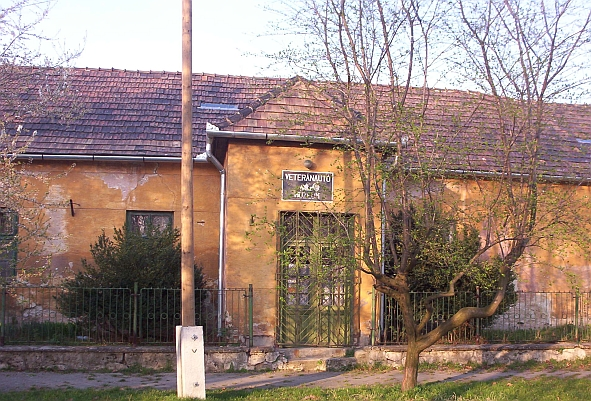
Az "öreg Puskin" (ma: Veteránautó Múzeum)
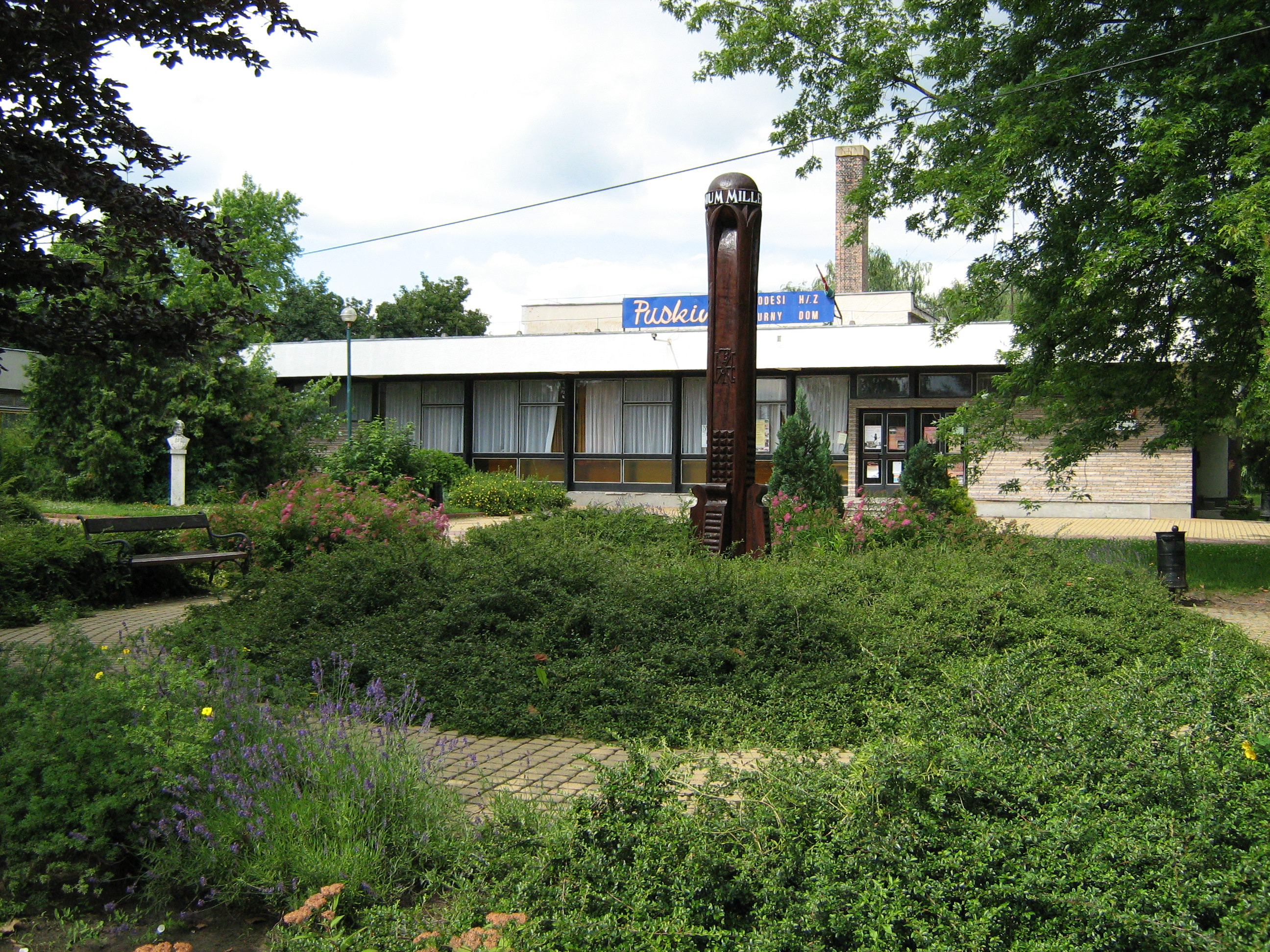
A mai Puskin Művelődési Otthon a millenniumi emlékoszloppal
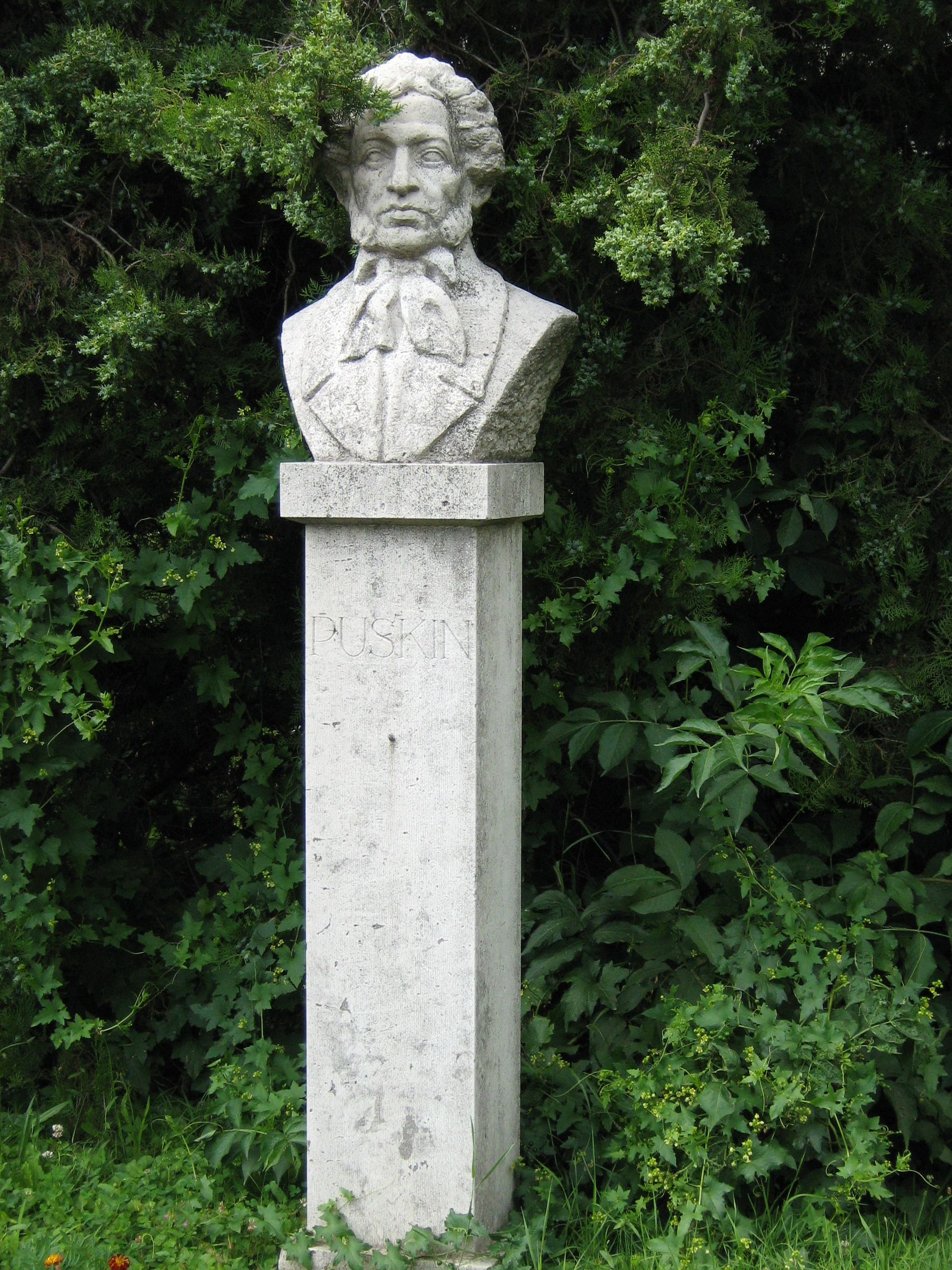
Puskin szobor a róla elnevezett művelődési otthonnál